# Walter Rothbarth
Walter Rothbarth (* 16. September 1886 in Rostock; † 22. April 1935 in Berlin) war ein deutscher Schriftsteller.
Walter Rothbarth war der Sohn des Kaufmanns Hermann Rothbarth und dessen Frau Lucinde, geb. Klingberg. Er studierte in Rostock Geschichte, Germanistik und neue Sprachen und war Schriftleiter und später Chefredakteur mehrerer Zeitungen in Flensburg, Danzig und Berlin. Er war seit dem 5. Dezember 1914 mit Thyra Johannsen verheiratet; sie hatten keine Kinder.

## Werke
- Aus der Jugendzeit und Erviva la vita, Gedichtsammlungen, Grimm, Flensburg 1906
- Wilhelm Jensen und Flensburg. Literaturhistorische Plauderei zur Vollendung seines 70. Lebensjahres, Grimm, Flensburg 1907
- Der Stein bei Pultawa, Romantisches Epos, Franz Brüning, Danzig 1908
- Kriegsstimmen, Gedichte, 1914

## Übersetzungen, Herausgaben
- (Einleitung, biographische Skizze): Heinrich Traulsen, Die Leute im Watt. Schleswig-holsteinische Erzählung, Thüringische Verlagsanstalt, Leipzig 1907
- (Einleitung): Ausgewählte Gedichte Heinrichs von Mühler, Adolf Bänder, Brieg 1918
- (Übersetzer/Einleitung): Hans Christian Andersen, Bilderbuch ohne Bilder, Otto v. Holten, Berlin 1925